# نيكولاوس بوليتيس
نيكولاوس بوليتيس هو دبلوماسي وقانوني ومحامي وأستاذ جامعي وسياسي يوناني، ولد في 1872 في كورفو في اليونان، وتوفي في 4 مارس 1942 في كان في فرنسا.

## مناصب
- في 1937 Luxembourg Session of the Institut de Droit International ‏، انتخب President of the Institut de Droit International ‏ (1937 – 1942).
- انتخب سفير.
- انتخب سفير اليونان لدى فرنسا ‏.
- انتخب وزير الخارجية [الإنجليزية]‏.

## وصلات خارجية
- نيكولاوس بوليتيس على موقع أوليمبيديا (الإنجليزية)
- نيكولاوس بوليتيس على موقع الموسوعة البريطانية (الإنجليزية)